# Michael Sata
Michael Chilufya Sata (ur. 6 lipca 1937 w Mwikulu, Mpika, zm. 28 października 2014 w Londynie) – zambijski polityk, przywódca opozycyjnego Frontu Patriotycznego (PF, Patriotic Front) i lider opozycji w latach 2001–2011, kandydat w wyborach prezydenckich w 2001, w 2006 oraz w 2008. Zwycięzca wyborów prezydenckich w 2011 i prezydent Zambii od 23 września 2011 do 28 października 2014 roku.

## Kariera polityczna
Sata urodził się i dorastał w mieście Mpika, w Prowincji Północnej w Zambii. Przed zaangażowaniem się w działalność polityczną w 1963, pracował jako oficer policji oraz kolejarz. Był członkiem związków zawodowych, a następnie wstąpił do UNIP (United National Independence Party) – Zjednoczonej Narodowej Partii Niepodległości. Partia ta rządziła Zambią od czasu jej niepodległości do początku lat 90. W jej szeregach Sata piął się po szczeblach partyjnych stanowisk, aż w 1985 został gubernatorem Lusaki. Jako gubernator dał się poznać jako sprawny zarządca, sprzątający ulice i naprawiający drogi i mosty. W rezultacie, dzięki uzyskanemu poparciu, dostał się następnie do parlamentu.
W 1990 Michael Sata wstąpił do utworzonego Ruchu na rzecz Wielopartyjnej Demokracji (MMD, Movement for Multiparty Democracy), partii której celem było wprowadzenie w kraju demokracji i przeprowadzenie wolnych wyborów. W pierwszych wolnych wyborach w Zambii w październiku 1991 zwyciężył kandydat MMD, Frederick Chiluba. W jego rządzie Sata pełnił funkcję ministra rządu lokalnego, ministra pracy oraz przez krótki czas ministra zdrowia. W 1995 został mianowany ministrem bez teki.
W 2001, gdy prezydent Chiluba, mianował Leviego Mwanawasę kandydatem MMD w wyborach prezydenckich w 2001, Sata opuścił partię i utworzył własne ugrupowanie, Front Patriotyczny (PF, Patriotic Front). Wziął udział w wyborach prezydenckich w grudniu 2001, zdobywając jednak tylko 3,35% głosów. Front Patriotyczny uzyskał natomiast 1 mandat w parlamencie.

## Wybory prezydenckie 2006
Michael Sata ponownie wziął udział w wyborach prezydenckich we wrześniu 2006. W kampanii wyborczej prezentował się jako kandydat o pokroju populistycznym, reprezentujący interesy biednych i kontestujący skutki reform ekonomicznych prezydenta Mwanawasy. Zyskał wówczas przydomek King Kobra („król kobra”). Na jednym z wieców wyborczych zasłynął z darcia kapusty, czyniąc aluzję do wady wymowy Mwanawasy, który był jego głównym rywalem. Oskarżał go o „zaprzedanie” Zambii zagranicznym interesom. W sprawach polityki zagranicznej, określał Hongkong i Tajwan jako suwerenne państwa, czym spowodował reakcję Chin, grożących zerwaniem stosunków dyplomatycznych w razie jego zwycięstwa.
Początkowe rezultaty głosowania z 28 września 2006, dawały Sacie przewagę nad Mwanawasą. Z powodu kolejnych komunikatów, które wskazywały na zajęcie przez Satę dopiero trzeciego miejsca, doszło w Lusace do zamieszek, wywołanych przez jego zwolenników. 2 października 2006 komisja wyborcza ogłosiła wyniki wyborów, które ostatecznie wygrał urzędujący prezydent Levy Mwanawasa z 43% głosami poparcia, a drugie miejsce zajął Michael Sata z 29,4% głosów.
Na początku grudnia 2006 Michael Sata został aresztowany pod zarzutem sfałszowania deklaracji majątkowej w czasie kampanii wyborczej. Sata zaprzeczył temu i uznał zatrzymanie za politycznie motywowane. Został zwolniony za kaucją, a 14 grudnia 2006 zarzuty oddalono, argumentując iż deklaracja majątku nie została złożona pod przysięgą.
15 marca 2007 Sata został deportowany z Malawi, niedługo po przybyciu do tego państwa. Oświadczył, że udał się tam na spotkanie z lokalnym biznesem i oskarżył władze Zambii o wywarcie wpływu na władze Malawi w sprawie jego deportacji oraz o rozsiewanie plotek o jego rzekomej pomocy i wsparciu dla byłego prezydenta Malawi Bakili Muluzi.
25 kwietnia 2008 przeszedł atak serca i został hospitalizowany w Johannesburgu w Południowej Afryce.

## Wybory prezydenckie 2008
29 czerwca 2008 prezydent Zambii Levy Mwanawasa doznał udaru mózgu i został przetransportowany do szpitala w Paryżu. Z powodu braku dokładnych informacji na temat jego zdrowia, 15 lipca Michael Sata zaproponował powołanie przez rząd specjalnego zespołu lekarzy i wysłania go do Francji w celu dokładnego zbadania i ocenienia stanu zdrowia prezydenta. 19 sierpnia 2008 prezydent Mwanawasa zmarł, co oznaczało przeprowadzenie nowych wyborów w ciągu 90 dni.
25 sierpnia 2008 Sata próbował wziąć udział w uroczystościach pogrzebowych w mieście Chipata na wschodzie kraju. Został jednak usunięty przez ochronę z miejsca ceremonii, na prośbę wdowy po prezydencie Maureen Mwanawasę, która zarzuciła mu upolitycznianie śmierci jej męża.
30 sierpnia 2008 został wybrany kandydatem Frontu Patriotycznego w wyborach prezydenckich. Akceptując tę nominację, wyraził potrzebę „oczyszczenia kraju”. W czasie kampanii wyborczej porzucił antychińską retorykę sprzed dwóch lat i wyraził poparcie dla chińskich inwestycji w Zambii. Opowiadał się także za wsparciem krajowego biznesu. W tym celu zapowiedział cofnięcie licencji zagranicznym inwestorom, w przypadku nie przekazania przez nich 25% udziałów w swoich firmach lokalnym, krajowym inwestorom.
Wybory prezydenckie odbyły się w Zambii 30 października 2008 roku. 2 listopada zostały ogłoszone ich wyniki. Zwycięstwo odniósł w nich Rupiah Banda z rządzącej partii MMD, zdobywając 40,1% głosów. Michael Sata zajął drugie miejsce z wynikiem 38,1% głosów. Trzecie miejsce zajął Hakainde Hichilema (19,7%).
Początkowe wyniki wyborów wskazywały na przewagę Michaela Saty. Jednak w miarę napływu wyników z pozostałych okręgów wyborczych szala zwycięstwa zaczęła się przesuwać na korzyść Bandy. Sata 1 listopada 2008 zakwestionował wyniki wyborów, twierdząc że "banda złodziei" próbuje mu ukraść zwycięstwo. Zmiana lidera w czasie zliczania głosów doprowadziła także do wybuchu zamieszek z policją zainicjowanych przez zwolenników Saty w Lusace i w Kitwe. Wybory zostały jednak uznane przez międzynarodowych obserwatorów i Unię Afrykańską za wolne i demokratyczne. 2 listopada 2008 Rupiah Banda został zaprzysiężony na stanowisku prezydenta Zambii.

## Wybory prezydenckie 2011 i prezydentura
Zgodnie z prawem Banda objął urząd na czas pozostały do końca konstytucyjnej kadencji prezydenta Mwanawasy, co oznaczało konieczność przeprowadzenia wyborów w 2011. W wyborach tych Sata został po raz czwarty kandydatem Frontu Patriotycznego. Jego głównym rywalem był, podobnie jak trzy lata wcześniej, urzędujący prezydent Rupiah Banda.
W sierpniu 2011, półtora miesiąca przed wyborami, Front Patriotyczny skierował do sądu wniosek zabraniający Bandzie startu w wyborach prezydenckich, argumentując, że jego ojciec urodził się w sąsiednim Malawi, podczas gdy według przepisów konstytucyjnych o urząd szefa państwa może ubiegać się wyłącznie osoba, którego rodzice byli obywatelami Zambii z urodzenia bądź pochodzenia. Sąd odrzucił jednakże twierdzenia opozycji i dopuścił Bandę do udziału w wyborach.
W czasie kampanii wyborczej Sata krytykował politykę rządzącego MMD, w tym jego zdaniem zbyt ekspansywne inwestycje ze strony Chin w sektorze wydobywczym. Zarzucał rządzącym brak zainteresowania złym warunkom pracy w chińskich przedsiębiorstwach. Zapowiadał przywrócenie zniesionego przez Bandę 25-procentowego podatku dochodowego dla firm górniczych oraz obiecywał redystrybucję dochodów pośród najbiedniejszych.
Głosowanie w dniu 20 września 2011, zdaniem obserwatorów z Unii Europejskiej odbyło się w pokojowej atmosferze, a naruszenia porządku miały charakter odosobniony. Do udziału w wyborach uprawnionych było 5,2 mln obywateli, z czego prawie milion zarejestrowanych zostało po raz pierwszy. Podczas gdy bastionami poparcia dla Bandy była prowincja i tereny wiejskie, Sata największe poparcie posiadał w ośrodkach miejskich.
Od początku zliczania głosów, w publikowanych cząstkowych wynikach Sata posiadał przewagę nad Bandą. 22 września 2011 w miastach na północy kraju (Ndola i Kitwe) doszło do zamieszek i protestów wywołanych przez zwolenników Saty, domagających się szybszego zliczania głosów i ogłoszenia ostatecznego zwycięzcy. W celu uspokojenia sytuacji w kraju rozlokowano dodatkowe siły policji oraz zakazano publikacji wszelkich wyników wyborów nieautoryzowanych przez komisję wyborczą. Misja obserwacyjna UE stwierdziła, że wybory zostały właściwie zorganizowane i odbyły się w sposób przejrzysty i wiarygodny. Podkreśliła jednak przypadki wybuchu przemocy, opóźnień i problemów logistycznych oraz skrytykowała rządzący MMD za wykorzystywanie środków publicznych i publicznych mediów w czasie kampanii wyborczej.
23 września 2011 komisja wyborcza ogłosiła ostateczne wyniki wyborów. Michael Sata zdobył 43% głosów poparcia (1,15 mln), wygrywając z Rupiahem Bandą, który uzyskał 36,1% głosów poparcia (961,8 tys.). Trzecie miejsce z wynikiem 18,5% zajął Hakainde Hichilema. Banda zaakceptował swoją przegraną, a Michael Sata został jeszcze tego samego dnia zaprzysiężony na urząd prezydenta Zambii.